# Мира Авад
Мира Анвар Авад (хебр. מירה אנואר עווד ; арап. ميرا أنور عوض /Mīrā ’Anwar ʕawaḍ/; Рама, 11. јун 1975) израелска је певачица, глумица и текстописац палестинског порекла.
Рођена је у православној хришћанској породици на северу Израела, њен отац био је православни Палестинац, док јој је мајка била Бугарка. Завршила је академију за џез, а данас живи и ради у Тел Авиву.
Заједно са Ахиноам Нини представљала је Израел на Песми Евровизије 2009. у Москви, где је са песмом There Must Be Another Way (Постоји и други начин) заузела 16. место у финалу. Био је то први пут да је један палестински арапски певач представљао Државу Израел на том музичком такмичењу, а делови песме које је изводила Авадова отпевани су на арапском језику.